# 埼玉県立吹上秋桜高等学校
埼玉県立吹上秋桜高等学校 （さいたまけんりつふきあげしゅうおうこうとうがっこう）は、埼玉県鴻巣市にある定時制総合学科、男女共学の県立高等学校。
校名の「秋桜」は所在地の旧吹上町の町花がコスモスであったことに由来している。

## 設置学科
- 総合学科
  - 商業・情報系列
  - 生活・福祉系列
  - 文化・社会系列
  - 科学・技術系列

## 沿革
- 2010年 - 埼玉県立吹上高等学校、埼玉県立鴻巣高等学校定時制課程、埼玉県立熊谷女子高等学校定時制課程、埼玉県立深谷商業高等学校定時制課程が統合し、昼夜開講型の定時制単位制高校として開校。所在地は吹上高校の跡地で、校舎はある程度の新装が施され再利用される。

## 交通
- 北鴻巣駅より徒歩20分
- 鴻巣市コミュニティバスフラワー号田間宮コースにて龍昌寺バス停で下車